# Лекарде
Лекарде (груз. ლექარდე) — село в Грузії.
За даними перепису населення 2014 року в селі проживає 168 осіб.